# Retrato de Juan Carlos I (Guillermo Silveira)
El retrato de Juan Carlos I es una de las obras más polémicas a la vez que menos conocidas del pintor y escultor español Guillermo Silveira (1922-1987). Está pintada al óleo sobre lienzo y sus dimensiones son de 161 x 111 cm. El cuadro, que nunca llegó a exponerse, se conserva en el Museo de Bellas Artes de Badajoz (MUBA), si bien fuera de la vista del público.

## Controversias, descripción y características
A finales de noviembre de 1975 la Diputación Provincial le encargó al artista la realización de un retrato de Juan Carlos «para su colocación en el salón de sesiones», por el que, según la prensa de la época, recibiría unas 150 000 pesetas. La noticia desató la polémica por parte de cierto núcleo de pintores locales que consideraban que la adjudicación de este tipo de obras había de llevarse a cabo por concurso público. Ante tales expectativas, se colgó en su lugar una nueva efigie del monarca, confiada esta vez a la pintora María Teresa Romero. El Ayuntamiento por su parte optó por una obra del pintor santeño Ramón Fernández Moreno, «sin duda, el retratista más experimentado que tenemos hoy en Badajoz».
Se trata de una pieza de gran formato (algo muy habitual en su obra), en la que Silveira siguió claramente la línea tradicional de los llamados «retratos oficiales», más atentos a reflejar los rasgos físicos del modelo, lo que no es óbice para que se observen en la misma algunos elementos de su propio estilo, unidos a la incorporación de componentes expresivos derivados de su proclamación como nuevo jefe del Estado, que le proporcionan un cierto aire de vanguardia, realizada con total seguridad a partir de algunas de las muchas fotografías del flamante rey publicadas por la prensa del momento. Cromáticamente predominan los tonos verdosos y ocres, que contrastan con la banda de seda azul con cantos blancos de la Orden de Carlos III o la faja roja, anudada a la cintura, de capitán general de las Fuerzas Armadas.

### Hemerografía
- Callejo, Eva (9 dic. 1975). «Los pintores pacenses». Hoy. Cartas a[l periódico] (Badajoz): 21.
- Lebrato, Francisco (3 dic. 1975). «Silveira pintará al rey». Hoy (Badajoz): 12.
- Pagador, José M.ª (5 dic. 1975). «Plena prioridad… insuficiente». Hoy. Badajoz vivo (Badajoz): 15.
- Pagador, José M.ª (7 dic. 1975). «Polémica en torno a los retratos del rey». Hoy (Badajoz): 11.
- Rabanal Brito, T. (9 dic. 1975). «Nicolás Megía, Guillermo Silveira y Fernández Moreno, tres pintores de reyes en Badajoz». Hoy (Badajoz): 21.
- REDACCIÓN (29 nov. 1975). «Pleno de la Diputación». Hoy (Badajoz): 10-11.

- Datos: Q56115218